# Наші пані у Варшаві
Наші пані у Варшаві (пол. Dziewczyny ze Lwowa) — польський комедійно-драматичний телесеріал, що вийшов на екрани у вересні 2015 на каналі «TVP1». Автори стрічки називають її трагічною комедією, яка «без прикрас та спотворень показує дійсність польського та українського суспільств».
В Україні прем'єра відбулась 13 червня 2016 року на телеканалі «1+1».
Телесеріал отримав велику популярність і вийшов в лідери польського телеринку. За статистичними даними він мав глядацьку аудиторію у 3 мільйони 720 тисяч глядачів, що становить приблизно десяту частину від усього населення Польщі.

## Опис
Серіал описує історію чотирьох українських дівчат — Уляни (Ганна Ґарайська), Поліни (Маґдалена Врубель), Олі (Катажина Ухерська) і Світлани (Ганна-Марія Бучек), які після втрати роботи у Львові виїздять до Варшави, щоб шукати нової роботи, кращого життя і нових перспектив для себе і близьких, яких залишили в Україні. Дівчата винаймають спільну кімнату в зруйнованій будівлі з паном Генриком (Мар'ян Дзендзель), привабливим старшим чоловіком, який не в ладах із законом. У фільмі також знялась актриса Моніка Обара.

## Епізоди
| Сезон | Сезон | Епізоди | Оригінальні покази | Оригінальні покази | Оригінальні покази українською | Оригінальні покази українською |
| Сезон | Сезон | Епізоди | Прем'єра           | Фінал              | Прем'єра                       | Фінал                          |
| ----- | ----- | ------- | ------------------ | ------------------ | ------------------------------ | ------------------------------ |
|       | 1     | 13      | 6 вересня 2015     | 29 листопада 2015  | 13 червня 2016                 | 21 червня 2016                 |
|       | 2     | 13      | 3 вересня 2017     | 3 грудня 2017      | 30 липня 2018                  | 2 серпня 2018                  |
|       | 3     | 13      | 1 вересня 2018     | 24 листопада 2019  | ТВА                            |                                |
|       | 4     | 13      | 13 вересня 2019    | 20 грудня 2019     | ТВА                            |                                |

## Головні ролі
| Актор                  | Роль                                           | Роки           |
| ---------------------- | ---------------------------------------------- | -------------- |
| Анна-Марія Бучек       | Світлана Омілянська                            | 2015–2019 роки |
| Анна Гораська          | Уляна Павліченко                               | 2015–2019 роки |
| Магдалена Врубель      | Поліна Кличко                                  | 2015–2019 роки |
| Катажина Учерська      | Оля Ющук                                       | 2015–2019 роки |
| Магдалена Почеха       | Катя Лученко                                   | 2018–2019 роки |
| Адріан Заремба         | Томек Пачевський, Олін наречений               | 2015–2019 роки |
| Кшиштоф Стельмашик     | повірений Пйотр                                | 2015–2019 роки |
| Маріан Дзедзель        | Пан Генрік Пучко                               | 2015–2019 роки |
| Юзеф Павловський       | Ігор, колишній наречений Олі                   | 2015–2018 роки |
| Конрад Елерік          | Ігор, колишній наречений Олі (в пізніх серіях) | 2019 рік       |
| Пауліна Чапко          | Актриса Кася                                   | 2015–2019 роки |
| Дорота Сегда           | Галина, професорська невістка                  | 2015–2019 роки |
| Славомір Гржимковський | Професорський син                              | 2015–2019 роки |
| Станіслав Брейдигант   | Вітольд Ротвороський, професор                 | 2015–2019 роки |
| Кшиштоф Чечот          | Яцек, шеф Поліни                               | 2015–2019 роки |
| Моніка Дріл            | Ева Маліцька, дружина Яцека                    | 2015–2019 роки |
| Марта Ліпінська        | Новакова, роботодавець Олі                     | 2015–2019 роки |

## Український дубляж
Телесеріал дубльовано студією «1+1» (1—2 сезони).

### Ролі дублювали
- Ольга Фреймут — Поліна (1 сезон)[5]
- Олена Яблучна — Поліна (2 сезон)[4]
- Ольга Сумська — Свєта
- Людмила Барбір — Оля
- Лілія Ребрик — Уляна
- Павло Скороходько — Томек
- А також: Ярослав Чорненький, Євген Пашин, Олег Лепенець, Олесь Гімбаржевський, Максим Кондратюк, Роман Чорний, Михайло Жонін, Андрій Федінчик, Юрій Висоцький, Михайло Тишин, Анатолій Зіновенко, Юрій Коваленко, Дмитро Завадський, Андрій Твердак, Сергій Могилевський, Ніна Касторф, Лідія Муращенко, Лариса Руснак, Людмила Ардельян, Ірина Дорошенко, Ганна Левченко, Наталя Романько-Кисельова, Катерина Буцька.

## Відгуки
Режисер серіалу Войцєх Адамчик (Wojciech Adamczyk) так висловився про свою роботу: 
| «Раптово з держави емігрантів Польща стала країною, яка притягує іммігрантів з ціллю заробітку. Польське суспільство мусить освоїтись і призвичаїтись до такої новинки. Серіал буде не лише історією про чотирьох українок в Польщі, але і про поляків, як вони поводять себе в ролі роботодавців та сусідів. «Дівчата зі Львова» – це комедія про ставлення поляків до приїжджих. Варто не забувати, що ситуації, показані в серіалі, є універсальними. Так само можна інтерпретувати їх на життя емігрантів з Польщі у Великій Британії чи мексиканців в США.» |
Кінокритик Тіна Пересунько пише:
| Обрана тема говорить: українці — це прохачі, які живуть у звуженому інтелектуально-культурному діапазоні й не можуть самостійно досягти зрілості, вони потребують наглядача і старшого помічника. Так, як російське суспільство втягують подібними міфами гібридної війни в радянське минуле, аби не дати зреалізуватись українсько-російському партнерству, так і польський глядач запросто скочується в нішу тих часів, коли не панували гасла «за нашу і вашу свободу». |